# Mark Miller (Rennfahrer, 1962)

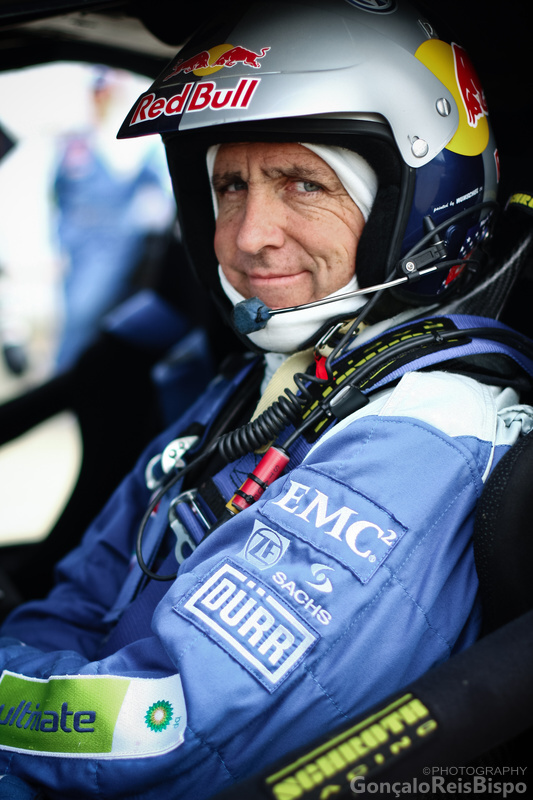
Mark Miller

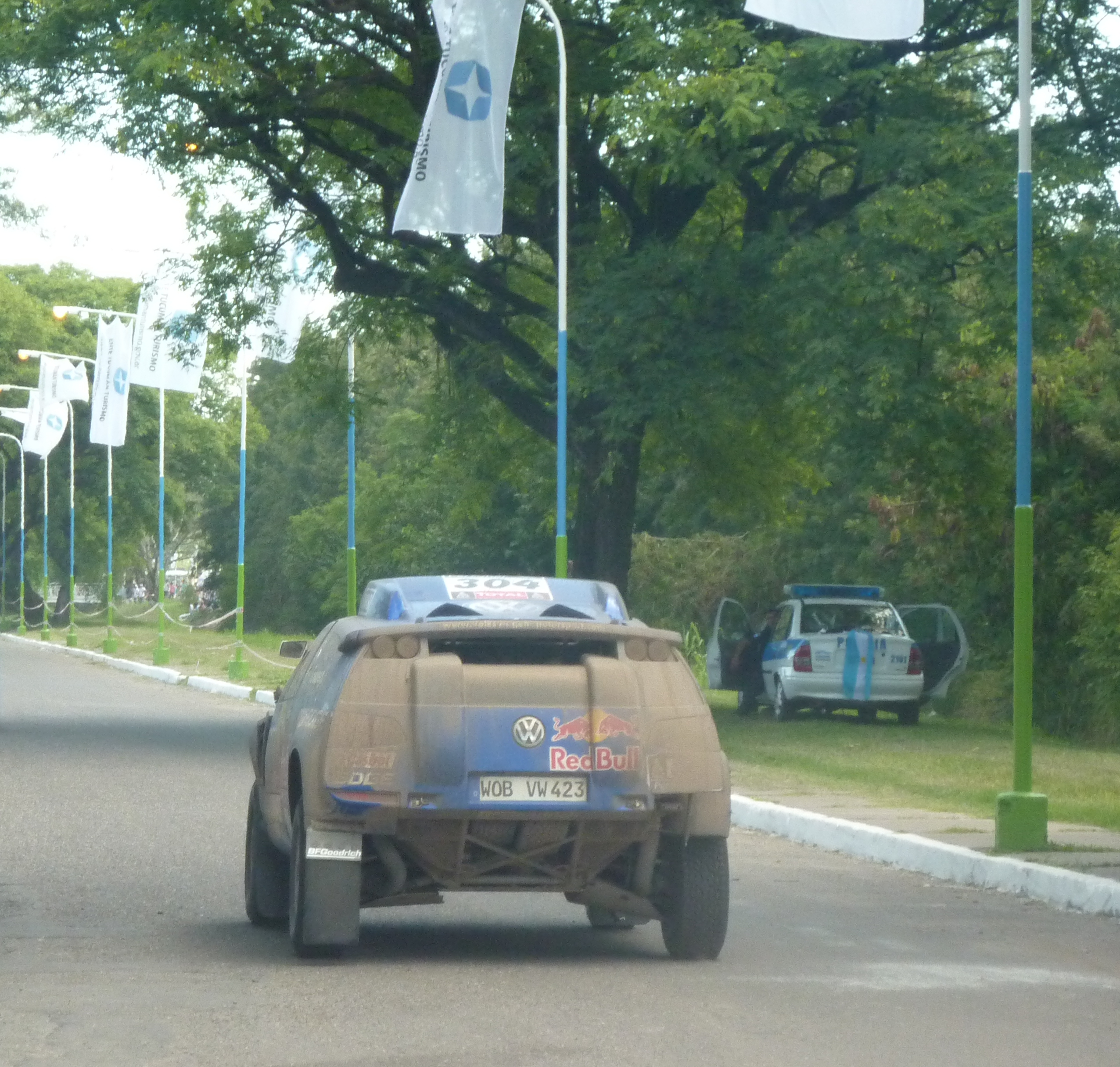
Mark Millers Auto während der Rallye Dakar 2011

Mark Miller (* 24. Oktober 1962 in Phoenix, Arizona) ist ein US-amerikanischer Endurosportler und Marathonrallyefahrer.

## Werdegang
Miller nahm 1979 das erste Mal an der SCORE International Off-Road Racing Series auf dem Motorrad teil. 1996 wurde er Fünfter in der SCORE-Serie auf einem Buggy. 1997 gewann er die NASCAR-Truck-Serie Ultra Wheels. 1998 wurde er auf einer KTM Sechster bei der Rallye Marokko. 1999 gewann er die Silbermedaille bei der Internationalen Sechstagefahrt in Portugal in der Klasse der Viertakt-Motorräder bis 250 cm³. Außerdem siegte er in der Viertakt-Klasse der AMA-Enduro-Meisterschaft.
Ab 2000 nahm Miller in der Trophy-Truck-Klasse an Bajas teil. Er gewann 2000 die Nevada 2000 und wurde Dritter bei der Baja 2000. Beim Pikes Peak-Bergrennen wurde er Zweiter in der Tourenwagen-Klasse. 2002 nahm er bei an der Rallye Dakar teil und erreicht das Ziel als 19. Außerdem gewann er die Toyota-Trophy und die Trophy-Truck-Klasse der Baja 500. 2003 gewann er die Trophy-Truck-Klasse der Baja 500, der Parker 425 und der Baja 1000, die er auch im folgenden Jahr gewinnen konnte.
Seit September 2005 ist Miller Werksfahrer für Volkswagen Motorsport und bestreitet in einem VW Race Touareg Marathon-Rallyes. 2006 beendete er die Rallye Dakar als Fünfter. 2007 wurde er Vierter. Außerdem wurde er bei der Rallye Marokko Fünfter und erreichte den Klassensieg bei der Baja 500. 2008 schaffte er es bei der Rallye dos Sertões auf den zweiten Platz. Bei der Rallye Dakar 2009 konnte er mit seinem Copiloten Ralph Pitchford mit einem zweiten Platz sein bisher bestes Ergebnis erreichen. 2010 wurde er Dritter.